# Gastrolobium rhombifolium
Gastrolobium rhombifolium là một loài thực vật có hoa trong họ Đậu. Loài này được G. Chandler & Crisp miêu tả khoa học đầu tiên.